# Agrostis myriantha
Agrostis myriantha är en gräsart som beskrevs av Joseph Dalton Hooker. Agrostis myriantha ingår i släktet ven, och familjen gräs. Inga underarter finns listade i Catalogue of Life.